# Señorella and the Glass Huarache
Señorella and the Glass Huarache (Señocienta y los huaraches de cristal en Hispanoamérica) es una animación de Looney Tunes de 1964 dirigida por Hawley Pratt y escrita por John W. Dunn. La trama es una parodia de la típica historia de La Cenicienta desarrollada en el típico México estereotipado por Hollywood (desiertos, cactus, haciendas, cantinas y sombreros). Fue la última animación de Looney Tunes lanzada antes que la división de Warner Bros. Cartoons desapareciera.

## Trama
En una cantina un par de ebrios platican, uno de ellos le cuenta a su compañero la historia de "Señorecienta" ("Señorella" en inglés), una "Cenicienta" al estilo mexicano.
Señocienta es una chica huérfana quien vive con su fea madrastra y sus dos horribles hermanastras, quienes la tienen haciendo todos lo quehaceres sucios de la casa. José es el hijo del rico hacendado del pueblo llamado Don Miguel del Toro y Tabasco, quien desea que su hijo tenga una buena esposa por lo que decide organizar una fiesta en la cual invitará a todas las chicas del pueblo a fin de que elija a una para ser su futura esposa. Como es de suponer, la madrastra y hermanastras de Señocienta irán a la fiesta pero la dejarán en casa haciendo los quehaceres para que no vaya. Cuando se van, llega el hada madrina de Señocienta y la convierte en una hermosa y elegante señorita con en vestido rojo, una peineta y un abanico, Le entrega también un carruaje tirado por unas mulas (que antes eran unas cucarachas) así como un par de huaraches hechos de cristal y le advierte que debe regresar a casa antes de la medianoche, pues a esa hora el hechizo acaba.
Mientras las chicas desfilan ante José en el baile, llega Señocienta quien acapara de inmediato la atención del festejado y bailan juntos tango toda la noche. Sin embargo al sonar la medianoche ella escapa del lugar pues el hechizo finaliza en ese momento, olvidando uno de sus huaraches.
José y Don Miguel andan por todo el pueblo para encontrar la dueña del huarache. Al llegar a la casa de Señocienta, la madrastra y hermanastras la arrojan a la pocilga a fin de que no la encuentren. José intenta calzar a las mujeres sin éxito, en eso ve un pie (el de Señocienta) asomando por la ventana que da a la pocilga por lo que acerca y la calza exitosamente. Como es de suponer José y Señocienta terminan casándose.
Sin embargo, el que narra le dice al otro que la historia no tuvo un típico final feliz, al preguntarle éste el porqué, le responde que él terminó casándose con la madrastra de Señocienta, quien ese momento llega enojada y de un tirón lo lleva por la fuerza a casa.